# Лав (албум)
Лав је пети студијски албум српске певачице Милице Павловић. Издат је 20. јуна 2023. године за Senorita Music. Првобитни наслов албума је био Кучкетина, која је и једна од песама с албума.

## Списак песама
| №               | Назив             | Трајање |  |
| 1.              | Лав               | 2.44    |  |
| 2.              | Кучкетина         | 3.03    |  |
| 3.              | Јаша              | 3.26    |  |
| 4.              | Не зовите ме      | 3.12    |  |
| 5.              | Краљица проклетих | 2.33    |  |
| 6.              | Илегала (и )      | 3.06    |  |
| 7.              | Лаке ноте         | 3.57    |  |
| 8.              | На Земљи Бог      | 3.02    |  |
| 9.              | Дајем годину      | 2.53    |  |
| 10.             | Венчање           | 3.22    |  |
| 11.             |                   | 3.45    |  |
| Укупно трајање: | Укупно трајање:   | 35.07   |  |